# Alfred Neuland
Alfred Neuland (Valga, 10 de octubre de 1895-Tallin, 16 de noviembre de 1966) fue un haltera estonio, primer medallista de oro de Estonia en la historia de los Juegos Olímpicos.

## Biografía
Alfred Neuland nació en 1895 en Valga, y tuvo breves residencias en Riga y San Petersburgo antes de trasladarse a Tallin. Desde joven practicó halterofilia en varios clubes deportivos, con primeros éxitos en los torneos organizados en el Imperio ruso. Después de la Primera Guerra Mundial y la Guerra de Independencia, Neuland pasó a competir en representación de Estonia.
En los Juegos Olímpicos de Amberes 1920, Neuland ganó la medalla de oro en la categoría de peso ligero (-67 kg) con una plusmarca olímpica de 257.5 kilos levantados. Ese triunfo le convertiría en el primer campeón olímpico de la historia del deporte estonio. Cuatro años más tarde, en los JJ.OO. de París 1924, cambió al peso mediano (-75 kg) y hubo de conformarse con la medalla de plata, superado por Carlo Galimberti.
Además de sus éxitos olímpicos, Neuland fue vencedor del Campeonato Mundial de Halterofilia de 1922. A nivel personal establecería tres plusmarcas mundiales: una en arrancada y dos en dos tiempos.
Después de retirarse, compaginó el entrenamiento de otros halteras con labores de arbitraje, artículos en prensa deportiva y la dirección de una fábrica de refrescos en Tallin. La Unión Soviética le condecoró por méritos deportivos en 1964; dos años más tarde, fallecería en la capital estonia a los 71 años. La ciudad de Valga ha erigido un monumento en su honor.